# Älgtjärnen (Ytterlännäs socken, Ångermanland)
Älgtjärnen är en sjö i Kramfors kommun i Ångermanland och ingår i Ångermanälvens huvudavrinningsområde.